# Tetraedru
Tetraedrul este un poliedru alcătuit din patru fețe triunghiulare, oricare trei dintre ele intersectându-se într-unul din cele patru vârfuri.
Tetraedrul este cel mai simplu tip de piramidă, la care baza este un triunghi, de aceea mai este denumit și piramidă triunghiulară.
Un caz particular îl constituie tetraedrul regulat, la care toate fețele sunt triunghiuri echilaterale și este unul din cele cinci tipuri de poliedre regulate.

## Mărimi asociate tetraedrului regulat
În tabelul de mai jos a este latura tetraedrului regulat.
| Aria bazei                                                   | {\displaystyle A_{0}={{\sqrt {3}} \over 4}a^{2}\,}                                                  |
| Aria totală                                                  | {\displaystyle A=4\,A_{0}={\sqrt {3}}a^{2}\,}                                                       |
| Înălțimea                                                    | {\displaystyle {\sqrt {2 \over 3}}\,a\,}                                                            |
| Volumul                                                      | {\displaystyle V={1 \over 3}A_{0}h={{\sqrt {2}} \over 12}a^{3}\,}                                   |
| Unghiul dintre o față și muchie                              | {\displaystyle \arccos \left({1 \over {\sqrt {3}}}\right)=\arctan({\sqrt {2}})\,} (aprox. 54.7356°) |
| Unghiul dintre două fețe                                     | {\displaystyle \arccos \left({1 \over 3}\right)=\arctan(2{\sqrt {2}})\,} (aprox. 70.5288°)          |
| Unghiul dintre segmentele care unesc centrul cu două vârfuri | {\displaystyle \arccos \left({-1 \over 3}\right)\,} (aprox. 109.4712°)                              |
| Unghiul solid sub care este văzută o față din vârful opus    | {\displaystyle 3\arccos \left({1 \over 3}\right)-\pi \,} (aprox. 0.55129 steradiani)                |

## Inegalități într-un tetraedru
Fie  {\displaystyle OABC}  un tetraedru de volum V, unde  {\displaystyle a,b,c}  sunt lungimile muchiilor feței  {\displaystyle [ABC],}  iar  {\displaystyle d,e,f}  ale muchiilor  {\displaystyle OA,OB,OC}  și R raza sferei circumscrise. Atunci există inegalitățile:
1)  {\displaystyle a^{2}+b^{2}+c^{2}+d^{2}+e^{2}+f^{2}\leq 16R^{2};}
2)  {\displaystyle (a^{2}+b^{2}+c^{2})\cdot (d^{2}+e^{2}+f^{2})\leq 64R^{4};}
3)  {\displaystyle (-ad+be+cf)\cdot (ad-be+cf)\cdot (ad+be-cf)\geq 72V^{2};}
4)  {\displaystyle a\cdot b\cdot c\cdot d\cdot e\cdot f\geq 72V^{2}.}
Demonstrație
1) Fie X centrul sferei. Dacă se presupune  {\displaystyle R=1}  atunci vectorii  {\displaystyle {\overrightarrow {XO}},{\overrightarrow {XA}},{\overrightarrow {XB}},{\overrightarrow {XC}}}  sunt vectori unitari:
{\displaystyle S=a^{2}+b^{2}+c^{2}+d^{2}+e^{2}+f^{2}=\sum ({\overrightarrow {XO}}-{\overrightarrow {XA}})^{2}+\sum ({\overrightarrow {XA}}-{\overrightarrow {XB}})^{2}=}
{\displaystyle =12-2{\overrightarrow {XC}}({\overrightarrow {XA}}+{\overrightarrow {XB}}+{\overrightarrow {XO}})-2({\overrightarrow {XO}}\cdot {\overrightarrow {XB}}+{\overrightarrow {XB}}\cdot {\overrightarrow {XA}}+{\overrightarrow {XA}}\cdot {\overrightarrow {XO}}).}
Presupunând că punctele  {\displaystyle A,B,O}  sunt fixate și C variabil cu  {\displaystyle \|{\overrightarrow {XC}}\|=1,}  S este maximă când  {\displaystyle -{\overrightarrow {XC}}({\overrightarrow {XA}}+{\overrightarrow {XB}}+{\overrightarrow {XO}})}  este maxim ceea ce se obține în cazul:
{\displaystyle {\overrightarrow {XC}}=-t({\overrightarrow {XO}}+{\overrightarrow {XA}}+{\overrightarrow {XB}}),\;\;t>0.}
Atunci:
{\displaystyle 1=\|{\overrightarrow {XC}}\|^{2}=t^{2}\cdot [3+2({\overrightarrow {XO}}\cdot {\overrightarrow {XA}}+{\overrightarrow {XA}}\cdot {\overrightarrow {XB}}+{\overrightarrow {XO}}\cdot {\overrightarrow {XB}})];}
{\displaystyle -{\overrightarrow {XC}}({\overrightarrow {XA}}+{\overrightarrow {XB}}+{\overrightarrow {XO}})={\frac {1}{t}}{\overrightarrow {XC}}\cdot {\overrightarrow {XC}}={\frac {1}{t}};}
{\displaystyle 2({\overrightarrow {XO}}\cdot {\overrightarrow {XA}}+{\overrightarrow {XA}}\cdot {\overrightarrow {XB}}+{\overrightarrow {XO}}\cdot {\overrightarrow {XB}})={\frac {1}{t^{2}}}-3,}
de unde rezultă:
{\displaystyle S={\frac {12}{t}}+{\frac {2}{t}}-{\frac {1}{t^{2}}}+3=15+{\frac {2t-1}{t^{2}}}.}
Dar  {\displaystyle \max S}  se atinge pentru  {\displaystyle t=1,}  deci  {\displaystyle S\leq 16.} 

## Utilizare în diagrame cuaternare
Un tetraedru cu laturi egale permite datorită egalității laturilor construirea diagramelor de fază cuaternare în care se pot reprezenta patru mărimi cu suma constantă.

## Poliedre înrudite
Un tetraedru regulat poate fi văzut ca o piramidă triunghiulară.
| Piramide regulate | Piramide regulate | Piramide regulate | Piramide regulate | Piramide regulate | Piramide regulate | Piramide regulate | Piramide regulate | Piramide regulate |
| Digonală          | Triunghiulară     | Pătrată           | Pentagonală       | Hexagonală        | Heptagonală       | Octogonală        | Eneagonală        | Decagonală...     |
| Improprie         | Regulată          | Echilaterale      | Echilaterale      | Isoscele          | Isoscele          | Isoscele          | Isoscele          | Isoscele          |
| ----------------- | ----------------- | ----------------- | ----------------- | ----------------- | ----------------- | ----------------- | ----------------- | ----------------- |
|                   |                   |                   |                   |                   |                   |                   |                   |                   |
|                   |                   |                   |                   |                   |                   |                   |                   |                   |

Un tetraedru regulat poate fi văzut ca un poliedru degenerat, o antiprismă uniformă, în care poligoanele de bază sunt digoane reduse.
| Familia antiprismelor n-gonale uniforme | Familia antiprismelor n-gonale uniforme | Familia antiprismelor n-gonale uniforme | Familia antiprismelor n-gonale uniforme | Familia antiprismelor n-gonale uniforme | Familia antiprismelor n-gonale uniforme | Familia antiprismelor n-gonale uniforme | Familia antiprismelor n-gonale uniforme | Familia antiprismelor n-gonale uniforme | Familia antiprismelor n-gonale uniforme | Familia antiprismelor n-gonale uniforme | Familia antiprismelor n-gonale uniforme | Familia antiprismelor n-gonale uniforme | Familia antiprismelor n-gonale uniforme | Familia antiprismelor n-gonale uniforme |
| --------------------------------------- | --------------------------------------- | --------------------------------------- | --------------------------------------- | --------------------------------------- | --------------------------------------- | --------------------------------------- | --------------------------------------- | --------------------------------------- | --------------------------------------- | --------------------------------------- | --------------------------------------- | --------------------------------------- | --------------------------------------- | --------------------------------------- |
| Imagine poliedru                        |                                         |                                         |                                         |                                         |                                         |                                         |                                         |                                         |                                         |                                         |                                         | ...                                     | Antiprismă apeirogonală                 |                                         |
| Imagine pavare sferică                  |                                         |                                         |                                         |                                         |                                         |                                         |                                         |                                         |                                         |                                         |                                         | Imagine pavare plană                    |                                         |                                         |
| Configurația vârfului n.3.3.3           | 2.3.3.3                                 | 3.3.3.3                                 | 4.3.3.3                                 | 5.3.3.3                                 | 6.3.3.3                                 | 7.3.3.3                                 | 8.3.3.3                                 | 9.3.3.3                                 | 10.3.3.3                                | 11.3.3.3                                | 12.3.3.3                                | ...                                     | ∞.3.3.3                                 |                                         |

Un tetraedru regulat poate fi văzut ca un poliedru degenerat, un trapezoedru dublu uniform, care conține 6 vârfuri, în două seturi de laturi coliniare.
| Nume trapezoedru   | Trapezoedru digonal (tetraedru) | Trapezoedru trigonal | Trapezoedru tetragonal | Trapezoedru pentagonal | Trapezoedru hexagonal | Trapezoedru heptagonal | Trapezoedru octogonal | Trapezoedru decagonal | Trapezoedru dodecagonal | ...          | Trapezoedru apeirogonal |
| ------------------ | ------------------------------- | -------------------- | ---------------------- | ---------------------- | --------------------- | ---------------------- | --------------------- | --------------------- | ----------------------- | ------------ | ----------------------- |
| Imagine            |                                 |                      |                        |                        |                       |                        |                       |                       |                         | ...          |                         |
| Pavare sferică     |                                 |                      |                        |                        |                       |                        |                       |                       |                         | Pavare plană |                         |
| Configurația feței | V2.3.3.3                        | V3.3.3.3             | V4.3.3.3               | V5.3.3.3               | V6.3.3.3              | V7.3.3.3               | V8.3.3.3              | V10.3.3.3             | V12.3.3.3               | ...          | V∞.3.3.3                |

Un proces de trunchiere aplicat tetraedrului produce o serie de poliedre uniforme. Trunchierea muchiilor până la puncte produce octaedrul ca un tetraedru rectificat. Procesul se finalizează ca o birectificare, reducând fețele originale la puncte și producând din nou tetraedrul. autodual.
| Familia poliedrelor tetraedrice uniforme | Familia poliedrelor tetraedrice uniforme | Familia poliedrelor tetraedrice uniforme | Familia poliedrelor tetraedrice uniforme | Familia poliedrelor tetraedrice uniforme | Familia poliedrelor tetraedrice uniforme | Familia poliedrelor tetraedrice uniforme | Familia poliedrelor tetraedrice uniforme |
| Simetrie: [3,3], (*332)                  | Simetrie: [3,3], (*332)                  | Simetrie: [3,3], (*332)                  | Simetrie: [3,3], (*332)                  | Simetrie: [3,3], (*332)                  | Simetrie: [3,3], (*332)                  | Simetrie: [3,3], (*332)                  | [3,3]+, (332)                            |
| ---------------------------------------- | ---------------------------------------- | ---------------------------------------- | ---------------------------------------- | ---------------------------------------- | ---------------------------------------- | ---------------------------------------- | ---------------------------------------- |
|                                          |                                          |                                          |                                          |                                          |                                          |                                          |                                          |
|                                          |                                          |                                          |                                          |                                          |                                          |                                          |                                          |
| {3,3}                                    | t{3,3}                                   | r{3,3}                                   | t{3,3}                                   | {3,3}                                    | rr{3,3}                                  | tr{3,3}                                  | sr{3,3}                                  |
| Duale ale poliedrelor uniforme           |                                          |                                          |                                          |                                          |                                          |                                          |                                          |
|                                          |                                          |                                          |                                          |                                          |                                          |                                          |                                          |
| V3.3.3                                   | V3.6.6                                   | V3.3.3.3                                 | V3.6.6                                   | V3.3.3                                   | V3.4.3.4                                 | V4.6.6                                   | V3.3.3.3.3                               |

Compuși de tetraedre
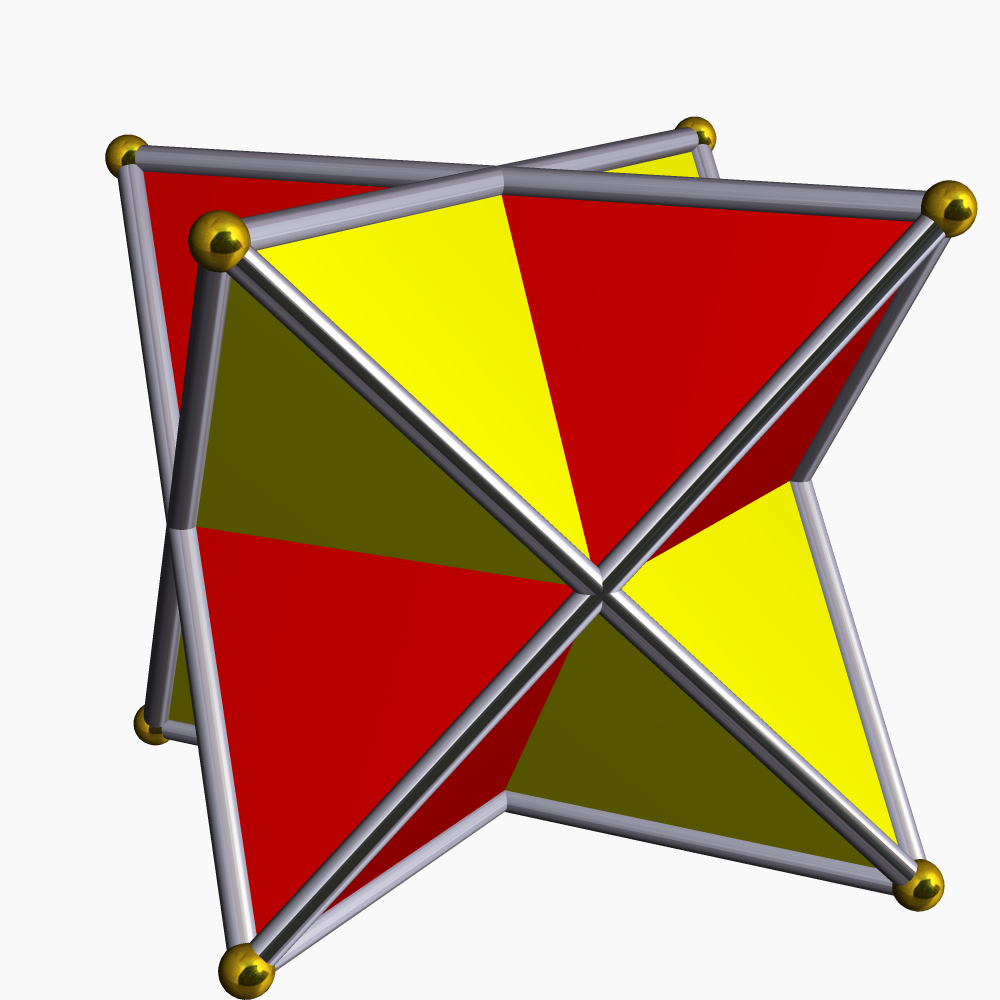
Compus de două tetraedre
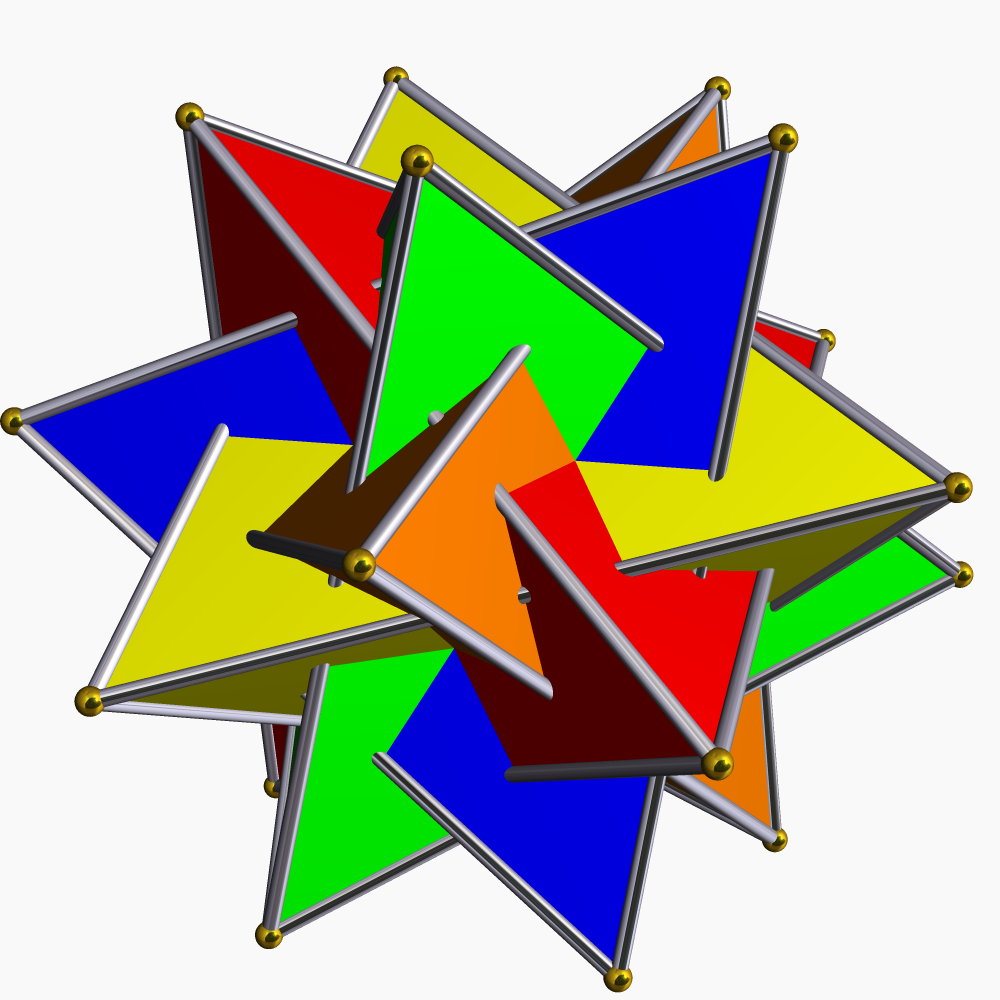
Compus de cinci tetraedre
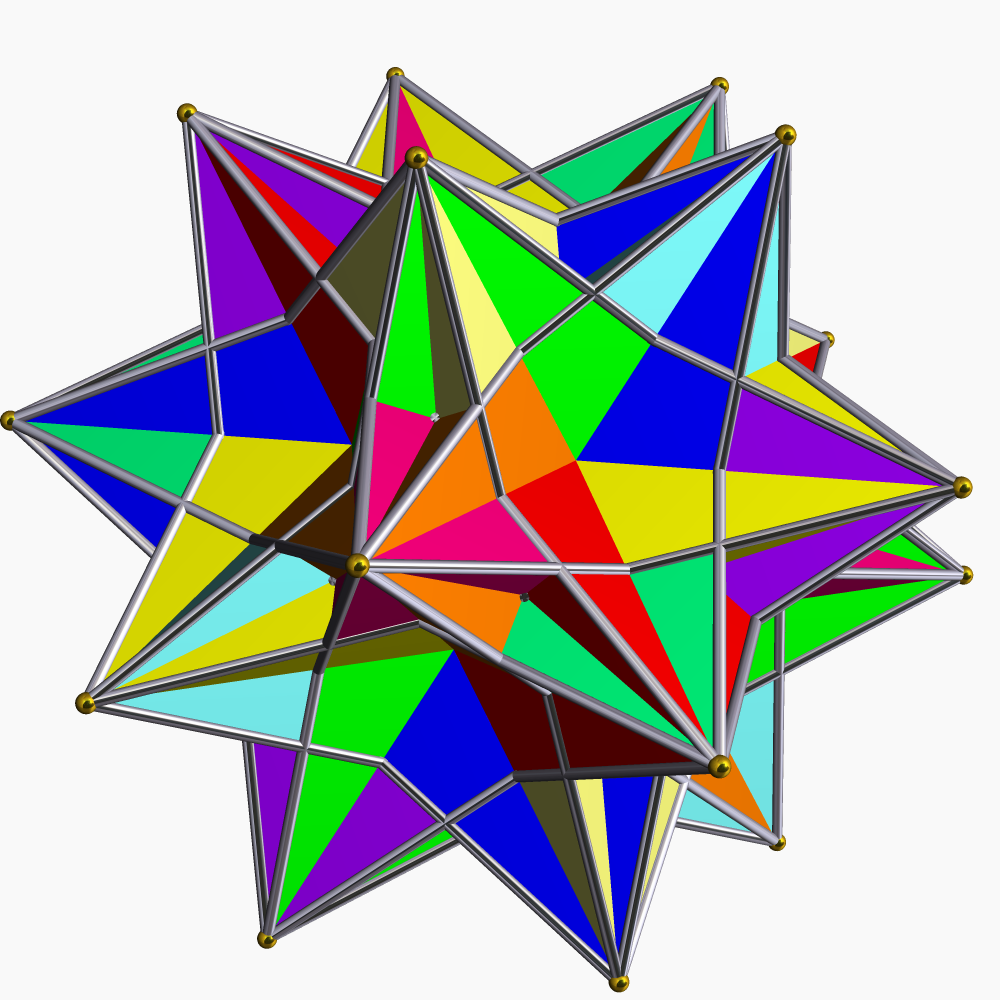
Compus de zece tetraedre

Un poliedru interesant poate fi construit din cinci tetraedre care se intersectează. Acest compus din cinci tetraedre este cunoscut de sute de ani. Apare în mod regulat în lumea origami. Unirea celor douăzeci de vârfuri ar forma un dodecaedru regulat. Există atât forme „pe stânga”, cât și „pe drepta”, care sunt imagini în oglindă una a celeilalte. Suprapunerea ambelor forme dă un compus de zece tetraedre, în care cele zece tetraedre sunt aranjate ca cinci perechi de octaedre stelate (stella octangula). O stella octangula este un compus din două tetraedre în poziție duală, iar cele opt vârfuri ale sale definesc un cub ca anvelopă convexă.
Hosoedrul pătrat sete alt poliedru cu patru fețe, care însă nu sunt triunghiulare.
Tetraedrul și poliedrul Szilassi sunt singurele două poliedre cunoscute în care fiecare față are câte o latură în comun cu fiecare din celelalte fețe.

### Pavare sferică
Tetraedrul poate fi reprezentat și ca o pavare sferică și proiectat pe un plan printr-o proiecție stereografică. Această proiecție este o conformă, păstrând unghiurile, dar nu ariile sau lungimile. Liniile drepte pe sferă sunt proiectate în plan ca arce de cerc.
|                      |                         |
| Proiecție ortogonală | Proiecție stereografică |